# ناوشکن کلاس فراگات (۱۹۵۸)
دیسترویر کلاس فراگات (۱۹۵۸) (به انگلیسی: Farragut-class destroyer (1958)) یک کلاس از کشتی است که طول آن ۵۱۲٫۵ فوت (۱۵۶٫۲ متر) می‌باشد.